# Лампинг, Вильгельм (виолончелист)
Вильгельм Лампинг (нем. Wilhelm Lamping, в США Вилли Лампинг, англ. Willy Lamping; 13 марта 1880, Оснабрюк — 26 августа 1951, Тегернзе) — немецкий виолончелист и музыкальный педагог.
С 1883 года жил в Кёльне, начал заниматься виолончелью под руководством Луиса Шпитцера, учился в Кёльнской консерватории у Фридриха Грюцмахера-младшего, затем в Лейпциге у Юлиуса Кленгеля.
С 1901 года играл в придворном оркестре в Карлсруэ, там же дебютировал как ансамблист, гастролировал в Нидерландах, Бельгии и Швейцарии.
С 1905 года значительную часть жизни проводил в США, выступал как солист в Нью-Йорке и Миннеаполисе, в 1913—1914 гг. преподавал в Колумбийском университете. Как утверждается, стал первым в США популяризатором виолончельных сюит Иоганна Себастьяна Баха.
С началом Первой мировой войны вернулся в Германию, преподавал в Кёльне, среди его учеников Людвиг Хёльшер. Основал струнный квартет, выступавший во дворце Аугустусбург в Брюле, и проводившийся там же музыкальный фестиваль, с 1925 года руководил школой виолончелистов в замке Хальбург. С 1930 года преподавал в Мюнхенской академии музыки, с 1936 года профессор.
В 1908 году опубликовал сборник стихов «Часы досуга одного музыканта» (нем. Mussestunden eines Musikanten).
Умер после тяжёлой операции на желчном пузыре.